# Безсмертний Анатолій Петрович
Анатолій Петрович Безсмертний (21 січня 1969, Київ, Українська РСР) — колишній радянський та український футболіст, захисник, майстер спорту. Нині — український футбольний тренер.

## Кар'єра

### Клубна
Футболом почав займатися в київській СДЮШОР «Динамо», перший тренер — В. І. Онищенко. Професійну кар'єру розпочав у 1987 році, гравцем сімферопольської «Таврії», яка виступала у другій лізі союзного чемпіонату. Пізніше виступав у західноукраїнських клубах «Галичина» і «Приладист», де вихованець київського футболу, привернув увагу тренерів київського «Динамо» і в 1992 році отримав запрошення в столичний клуб, за який дебютував 28 лютого 1992 року, в матчі на Кубок України проти «Скала» (Стрий). За підсумками сезону став срібним призером першості. В наступних двох сезонах ставав володарем Кубка України і двічі, разом з командою перемагав у чемпіонаті України. 4 березня 1992 року відбувся дебют Анатолія в Кубку європейських чемпіонів, у матчі проти «Барселони» (0:2). Всього, в найпрестижнішому єврокубковому турнірі, зіграв 4 гри, з яких тричі виходив на поле проти «Барселони».
У 1994 році київське «Динамо» очолив Йожеф Сабо, який почав створювати команду під своє бачення гри. Багатьом футболістам не знайшлося місця в основному складі. Був переведений у дубль і Анатолій Безсмертний. З подальшим працевлаштуванням посприяв одноклубник Анатолія — Віктор Леоненко, який рекомендував його у свій колишній клуб тюменський «Динамо-Газовик». Незабаром футболіст, разом зі своїми одноклубниками В'ячеславом Хрусловим, Ігорем Кутєповим і Юрієм Грициною відправився в Тюмень. У новій команді міцно зайняв місце в основі, застовпивши за собою позицію центрального захисника. За підсумками року визнавався найкращим придбанням клубу в сезоні.
Після декількох успішних сезонів в Тюмені, в 1998 році перейшов в «Ростсільмаш», де став лідером оборони, був капітаном команди, брав участь в іграх за Кубок Інтертото (провів 5 матчів).
З березня 2002 року виступав за новоросійський «Чорноморець». Регулярно виходив на поле в основному складі, разом з командою завоював путівку у вищу лігу, перемігши в турнірі першої ліги, але через розбіжності з керівництвом клубу, вирішив залишити команду.
Після цього Анатолій отримав запрошення від калінінградської «Балтики» і навіть підписав попередній контракт, але в останній момент керівництво клубів не змогло домовитися про трансферну вартість. У результаті перехід не відбувся. Термін дозаявок в першій лізі, до того часу вже минув. Щоб мати ігрову практику, прийняв запрошення від клубу другої ліги «Динамо» (Ставрополь), де грав досить успішно і за версією російської ПФЛ, був визнаний найкращим захисником зони «Південь» другої ліги. У 2005 році покинув ставропольський клуб, повернувшись в Київ.
Для підтримки спортивної форми виступав за столичний аматорський клуб «Металіст УГМК». Незабаром отримав запрошення від російського клубу «Салют-Енергія», але після короткострокового перебування в бєлгородській команді (з 21.07.2005 по 31.08.2005), прийняв запрошення від черкаського «Дніпра», який виступав у першій лізі чемпіонату України, за який провів 31 матч і влітку 2007 року завершив ігрову кар'єру.

### Тренерська
У січні 2007 року призначений на посаду граючого тренера черкаського «Дніпра», але вже в травні 2007 року закінчив активні виступи, сконцентрувавшись на роботі помічника головного тренера А. Рябоконя, який покинув свій пост у 2008 році. Головним тренером черкаської команди був призначений Анатолій Безсмертний. Команда, під керівництвом молодого тренера, лідирувала в чемпіонаті, претендувала на вихід в першу лігу. Але в розпал економічної кризи, на початку 2009 року команда практично перестала фінансуватися.
У березні 2009 року, Анатолій Петрович отримав запрошення попрацювати в вінницькій «Ниві», куди разом з низкою черкаських футболістів і відправився. Але пробув там лише тиждень, встигнувши провести з новою командою один контрольний матч, після чого повернувся назад у «Дніпро». Ситуація з фінансуванням черкаського клубу продовжувала погіршуватися і незабаром, у травні 2009 року клуб припинив своє існування.
Під час вимушеної перерви в тренерській роботі, виступав за аматорський клуб «Ірпінь» (Гореничі), за який грали багато футболістів, що закінчили активну кар'єру — Андрій Ковтун, Юрій Дмитрулін, Сергій Нагорняк, Віталій Косовський і в її складі виграв аматорський Кубок України.
Влітку 2010 року, Анатолій Петрович Безсмертний призначений головним тренером «Полтави». У сезоні 2010/11 з полтавським клубом зайняв 2 місце в групі «Б» другої ліги України. Але в стикових матчах за право грати в Першій лізі, полтавчани поступилися «Сумам» 0:2. У наступному сезоні підопічні Анатолія Безсмертного виступили більш успішно, посівши 1 місце у своїй групі і завоювали путівку в першу лігу. Свій перший сезон, у другому за значимістю футбольному дивізіоні України, полтавчани, як для новачка турніру, почали непогано, завершивши перше коло на 6 місці. Але у другій частині сезону команда виступила менш вдало, посівши підсумкове 13 місце. Перед початком сезону 2013/14, керівництво вирішилося на зміну наставника команди. Новим головним тренером був призначений Ілля Близнюк. Анатолій Безсмертний залишився і далі працювати в клубі, перейшовши на посаду старшого тренера. В кінці липня 2014 року Анатолій Петрович покинув полтавську команду.
В січні 2015 року Безсмертний знову повернувся до Полтави, прийнявши пропозицію стати асистентом Олега Федорчука, який очолив колектив, а після його відставки, 2 вересня 2015 року, в черговий раз був призначений виконуючим обов'язки головного тренера «Полтави». На посту наставника команди тренер пропрацював до вересня 2016 року. У грудні того ж року, фахівець отримав пропозицію очолити один з китайських клубів, але відповів відмовою.
1 березня 2017 року став головним тренером ще одного клубу Першої ліги — ПФК «Суми».
21 серпня 2018 року очолив житомирське «Полісся», де працював до 4 липня 2020.
2 березня 2021 року ПФК «Львів» призначив головним тренером Анатолія Безсмертного. Тренер зумів виправити турнірні проблеми клубу, який перебував на останньому 14 місці і фінішував на 8-ій позиції за підсумками сезону 2020/21. Втім у наступному сезоні «Львів» стартував вкрай невдало і у перших 5 матчах під керівництвом наставника, здобув лише 2 нічиїх та зазнав 3-ох поразок. Після цього 25 серпня 2021 року «Львів» оголосив, що клуб прийняв відставку головного тренера Анатолія Безсмертного.
У серпні 2021 року Безсмертний очолив клуб Другої ліги «Вікторія» (Миколаївка), де працював до кінця року. На початку 2022 року президент клубу Сергій Бондаренко став також власником клубу Першої ліги «Альянс» з Липової Долини і Безсмертний був призначений головним тренером цієї команди із завданням вивести її до Прем'єр-ліги. Втім через вторгнення в Україну російських військ, що почалося наступного місяця, Безсмертний не провів на чолі команди жодного матчу, яка згодом призупинила свої виступи через бойові дії.
21 березня 2023 року Безсмертний знову очолив «Львів», що перебував на останньому місці Прем'єр-ліги.

## Досягнення
- Чемпіон України з футболу: (1992/93), (1993/94)
- Срібний призер чемпіонату України: (1992)
- Володар Кубка України: (1993)